# Bobby Brown (freestyleåkare)
Bobby Brown, född 1991, är en amerikansk före dett freestyleåkare. Främst tävlade han i grenen Big Air. 2010 vann han Big Air och Slopestyle i x-games. Därmed är han den första i världen att vinna två grenar inom x-games under samma tävling.